# Elio Mauro
Elio Mauro, nome d'arte di Aurelio Collacciani (Avezzano, 10 ottobre 1934 – Roma, 29 agosto 1983), è stato un cantante italiano.

## Biografia
Nel 1949, dopo aver lasciato gli studi di elettromeccanica, decide di dedicarsi al canto.
L'anno seguente, dopo aver vinto un concorso per voci nuove, viene messo sotto contratto dalla compagnia di rivista "Vici & De Rol" finché, completata la stagione teatrale, decide di trasferirsi nella capitale dove perfeziona lo studio del canto con il maestro Lo Schiaro.
Nel 1952 firma un contratto discografico per la prestigiosa RCA ed inizia una lunga tournée nel Sud Europa e in Medio Oriente. Divenuto popolare come cantante-chitarrista, nel 1954 partecipa a un altro concorso per voci nuove, indetto dalla Rai, e, grazie ai buoni risultati, comincia ad esibirsi a Radio Roma. L'anno seguente ottiene grosse soddisfazioni con il motivo Zingarella e, contemporaneamente, diviene ospite fisso in radio nei programmi Usignolo d'argento e Occhio magico. Grazie a ciò, registra una serie di 78 giri che ottengono un lusinghiero successo di vendita, in particolare il brano Nemica firmato da Totò. Nello stesso periodo incide alcuni dischi per l'etichetta napoletana Phonotype Record.
Nel 1957, dopo aver preso parte al film Le notti di Cabiria di Federico Fellini, firma un contratto con la radiotelevisione francese per eseguire varie esibizioni come cantante-chitarrista. Nello stesso anno prende parte al III° Festival della Canzone Città di Roma con L'Orchestra Segurini e successivamente al Festival Due Voci e una Canzone di Montecatini Terme, dove si aggiudica il terzo premio con il brano Tricche trì tricche trà, in duetto con Nilla Pizzi.
Nel 1958 partecipa al VI° Festival di Velletri con il ruolo di riassuntore dei brani in gara, mentre al cinema ricopre il ruolo di protagonista nel film La canzone rubata. Partecipa, infine, alla Settimana Motonautica, rassegna canora organizzata dal quotidiano "Il Mattino", con il motivo La canzone del faro.
L'anno seguente partecipa al Festival della Canzone Alpina di Trento aggiudicandosi il secondo premio con il brano Un bacio e un grappin, eseguita in abbinamento con Eugenio Basilisco.
Nello stesso anno vince il secondo premio al Festival di Napoli con Padrone d'o mare, doppiata da Franco Ricci. Propone anche Passiuncella e Stella furastiera, eseguite in abbinamento con Mario Abbate e Franco Ricci.
Sempre nel 1959 partecipa al II° Festival della Canzone Marinara di Ischia, dove si aggiudica il secondo posto per l'esecuzione di Ischia 1600, brano doppiato da Carla Boni. Propone altresì Marenare, sempre con la Boni.
Nel frattempo inizia a scrivere e musicare brani con maggiore frequenza: si ricordano a tal proposito C'è, Piccolina, Ti sento in me che ricevono numerosi consensi.
Partecipa poi alla commedia musicale Irma la dolce con Vittorio Gassman ed al film I Teddy boys della canzone di Domenico Paolella.
Nel 1961 interpreta il motivo Paese mio nel film Rocco e i suoi fratelli di Luchino Visconti, mentre l'anno successivo prende parte alla colonna sonora del film Tropico di notte di Renzo Russo, proponendo i brani Laguna negra, Besos al cha cha cha e Madrigal.
Per tutti gli anni sessanta la carriera canora di Elio Mauro si svolge soprattutto nei night e nelle sale da ballo, dopodiché rallenta l'attività e si ritira a vita privata.

## Discografia parziale

### Album
- 1957: Festival di Sanremo 1957 (RCA, A10V-0085; Elio Mauro canta: Per una volta ancora/Intorno a te/Il pericolo numero uno)

### Singoli
- 1955: Ave Maria no morro/Guadalajara (RCA, A25V-0215)
- 1956: Il tempo passerà/Na canzone pe' ffà ammore (RCA, 45N 0544)
- 1957: Serenatella sciuè sciuè/Buon anno, buona fortuna (RCA, A25V-0548)
- 1957: Serenatella sciuè sciuè/Buon anno, buona fortuna (RCA, 45N 0548)
- 1957: Il pericolo numero uno/Ondamarina (RCA, 45N 0566)
- 1957: 'Sta via/Suspirame (RCA, 45N 0586)
- 1957: Piccirè voglio cantà/Ma è proprio overo (RCA, 45N 0587)
- 1957: L'urdemo raggio 'e luna/Storta va, deritta vene (RCA, 45N 0592)
- 1957: Luna parlante/Lazzarella (RCA, 45N 0593)
- 1957: Ci vedremo domani/Vocca rossa (RCA, 45N 0613)
- 1957: Amarti/Me tremma 'a voce (RCA, 45N 0614)
- 1957: Trezzulella/Nagaj (RCA, 45N 0615)
- 1957: Llarì llirà/Dillo cu' ll'uocchie sulamente (RCA, 45N 0619)
- 1958: Bambina innamorata/Resta cu' mme (RCA, 45N 0664)
- 1958: La canzone del faro/Llarì llirà (RCA, 45N 0676)
- 1958: Come prima/Strada 'nfosa (RCA, 45N 0711)
- 1958: Io/Lola (RCA, 45N 0720)
- 1959: Un amore più grande/Ti sento in me (RCA, 45N 0845)
- 1959: Padrone d''o mare/'A rosa rosa (RCA, 45N 0855)
- 1959: Stella furastiera/Primma e doppo (RCA, 45N 0856)
- 1959: Piccolina/C'è (RCA, 45N 0871)
- 1959: Arena/Nella notte me ne vo (RCA, 45N 0902)
- 1959: Piove/Ti dirò (RCA, 45N 0945)
- 1961: Hava Nagjila/Ave Maria no morro (RCA, 45N 1172)

### EP
- 1957: Successi di oggi  (Luna sanremese/'Na canzone pe' ffà ammore/Vogliamoci tanto bene/Il tempo passerà) (RCA, A72V0087)
- 1957: Montecatini '57  (Disperatamente/Tricche-Tri-Tricche-Tra/Il baffo alla Menjou/Tammorre ´e notte; Elio Mauro canta solamente nel secondo brano, in duetto con Nilla Pizzi) (RCA, A72V0178)
- 1958: Elio Mauro's 4 sides  (La canzone del faro/Nel blu dipinto di blu/Ave Maria no morro/Quisiera ser...) (RCA, EPA 30-287)
- 1959: 4 canzoni da Irma la dolce  (La canzone di Irma/Angeli in volo/Sul litorale/La seduta è tolta) (RCA, EPA 30-316)